# Дзиро Асада
Дзиро Асада (яп. 浅田次郎 асада дзиро:), настоящее имя — Кодзиро Ивато (яп. 岩戸康次郎 ивато ко:дзиро:) — японский писатель

, председатель японского отделения ПЕН-клуба.
В молодости служил в армии. Литературный дебют состоялся в 1991 году с рассказа «Торарэтэ тамару ка» (яп. とられてたまるか!), экранизированного годом позже. Асада известен своими плутовскими и историческими романами, многие его работы экранизированы и награждены литературными премиями. В 2015 году Дзиро Асада за заслуги был удостоен Медали Почёта с Пурпурной лентой.

## Биография
Родился 13 декабря 1951 года в Токио в семье спекулянтов на чёрном рынке. Несмотря на то, что в родительском доме совсем не было книг, в детстве полюбил читать, был завсегдатаем библиотек. Среднее образование получил в школе при университете Тюо, которую окончил в 1970 году. Неудачная попытка государственного переворота, предпринятая писателем Юкио Мисимой, и его последующее самоубийство нашли у Асады понимание и симпатию. Дзиро дважды провалил вступительные экзамены в университет и в 1971 году поступил на службу в армию. В 1973 году он покидает Силы самообороны в звании рядового первого класса и работает то прогнозистом на скачках, то уличным музыкантом, то мелким лавочником вплоть до литературного дебюта в 1991 году.
Первое произведение Асады посвящено быту преступников, он будет многократно возвращаться к этой теме — в трилогии Кимпика (яп. きんぴか), тетралогии Prison Hotel (яп. プリズンホテル) и других произведениях. Кроме того, он создал несколько исторических романов, действие которых происходит в Японии и Китае, включая роман-бестселлер о цинских временах Плеяды на небосводе, в 1996 году принёсший писателю премию Сандзюго Наоки и широкую славу. Вторую такую же премию Дзиро получает уже в следующем году за рассказ Путеец, описывающий быт ожидающего пенсии станционного смотрителя. После этого Асада получает ещё несколько наград одну за другой. Экранизированы его произведения Наследие восходящего солнца, Плеяды на небосводе, Путеец, «Поездки на метро», Усадьба королевы, Последний меч самурая. Является членом японского ПЕН-клуба с основания, в 2011 году стал председателем японского отделения.
На русский язык переведён только рассказ «Путеец» (перевод Татьяны Соколовой-Делюсиной), он вошёл в двухтомный сборник «Он и она».

## Награды
- 1995 — Поездки на метро — Премия для молодых авторов[яп.] имени Эйдзи Ёсикавы[7];
- 1996 — Плеяды на небосводе[яп.] — премия Сандзюго Наоки[7];
- 1997 — Путеец — Премия Японской ассоциации приключенческой литературы[англ.], премия Сандзюго Наоки;
- 2000 — Последний меч самурая[яп.] — премия[яп.] имени Рэндзабуро Сибаты[яп.][7], Best dresser award[яп.];
- 2006 — Вспори живот[яп.] — премия издательства Тюо-корон[яп.][9], премия[яп.] имени Рётаро Сибы[9];
- 2008 — Радуга над Китаем[яп.] — Литературная премия имени Эйдзи Ёсикавы[яп.][9]
- 2010 — Нескончаемое лето[яп.] — Культурная премия Майнити[яп.][9];
- 2015 — Медаль Почёта с пурпурной лентой[7].